# 通貨選択型投資信託
通貨選択型投資信託（つうかせんたくがたとうししんたく、英語: Currency selection-type fund）とは、投資対象資産への投資に加えて、通貨への為替取引を行い、為替ヘッジプレミアムなどの収益を上乗せしようとする戦略を持つ投資信託のことである。主に毎月分配型投資信託の分配金をより多く払い出すために用いられる戦略である。ハイイールド債や新興国債券に投資するファンドで提供されることが多い。

## 概要

### 開発と規制
2008年に発生した金融危機をうけて基準価額が下がったものの、分配金の額を保ち続けていた海外リートファンドなどは分配利回りが数十％まで一時高まった。これを見た投資家の資金が流入し、高分配型のリートファンドなどが人気化した。金融危機による販売不振におちいっていた金融機関・運用会社はさらに高い分配金を提供することができる商品として、通貨選択型投資信託を次々に開発した。日本で最初に設定された通貨選択型投資信託は、2008年に設定された「欧州ハイ・イールドボンドファンド（円コース、欧州通貨コース、豪ドルコース）、野村アセットマネジメント」である。その後2016年末時点までに約900本の通貨選択型投資信託が設定された。
2012年、金融庁は通貨選択型投資信託の複雑さやリスクを理解しないまま顧客が購入しないように販売規制を強化した。これにより、販売前に顧客とチェック書面を交わすようになった。しかしその後も通貨選択型投資信託の人気は継続し、2013年には通貨選択型の純資産総額は12兆円に迫り、その半分を占めていたのがブラジルレアル・コースであった。
2013年に金融庁は投資信託の回転売買について規制を強化した。これは金融機関が投資信託を販売した際の手数料収益を目的として短期間で投資信託を売買させるもので、新しい監督指針には、「監督指針で、手数料を稼ぐために別の投信への乗り換えを勧める回転売買や過剰な分配金を出す商品は「（市場発展には）なじまない」と明記」された。また2015年には米国の利上げ懸念や新興国の通貨安などが重なり、通貨選択型投資信託の高い分配金の維持が難しくなったことも追い打ちとなり、投資家が資金を解約。2015年10月時点の純資産総額は8兆円となり、2014年末対比で3割減少することとなった。2017年1月末時点の通貨選択型投資信託の純資産総額は7兆円を下回っている。

### 提供される通貨コース
ほとんどの通貨選択型投資信託では複数の通貨コースにわけたファンドシリーズとして提供される。提供される通貨コースは短期金地の高いブラジルレアル、南アランド、豪ドル、トルコリラなどにくわえて米ドルやユーロ、日本円といった主要通貨なども含まれる場合が多い。

### 為替取引による収益
通貨選択型投資信託における為替取引の収益は主に2つの要因がある。
1つ目は為替ヘッジプレミアムと呼ばれるもの。投資対象資産の通貨よりも選択した通貨の金利が高い場合、その金利差が「為替ヘッジプレミアム」として収益が発生する。例えば原資産が日本円、為替取引通貨がブラジルレアルの場合、ブラジルの金利は日本の金利より高いので、金利差分の収益を獲得することが出来る。通貨間によってこのプレミアムは異なるが、高いものであると年率10％程度の場合もある。ただし上記の例において取引通貨よりも日本の金利のほうが高い場合は逆にヘッジコストとして損失が発生することとなる。
2つ目の収益要因は、為替レートの変動によるものである。上記と同様投資対象資産の通貨は日本円でブラジルレアル・コースを選んだ場合、実質的にレバレッジのないブラジルレアルの為替取引を行っていることになる。為替レートが円安ブラジルレアル高となればその分の為替差益を獲得することが出来る。

## 問題点
通貨選択型投資信託は、投資対象資産の値動きに加えて、為替取引を行っているため、一般的な投資信託と比べて価格変動の要因を把握しにくい。例えば日本株に投資を行い、ブラジルレアルに為替取引を行う通貨選択型投資信託の場合、投資している日本株の値動きに加えて、日本円とブラジルレアル間の為替変動およびヘッジプレミアム・コストによる値動きも加わってくるため、価格変動の要因を把握するのが難しい商品といえる。

## 自由に分配金を払い出せる仕組み
通貨選択型投資信託はその仕組み上、運用会社は自由に分配金を払い出せる仕組みとなっていることが多い。一般的な投資信託は国内に籍を置き、日本の投信法の規制を受ける。日本の投信法は例外もあるが、基本的に運用収益の範囲内で払い出すルールになっている。通貨選択型投資信託は、国内の投信法では為替取引などについて制限が多いため、多くがケイマン籍などの制限の緩い場所の外国籍投資信託を利用している。投資家の資金は一旦国内で設定された投資信託が受け皿となり、投資先外国籍投資信託に送金される。実際の運用や為替取引はこの外国籍投資信託の中で行われる。これらの外国籍投資信託における配当の支払いについては、国内投信の収益分配と異なり、運用者が自由に決められることが多い。そのため、国内籍投資信託では払い出すことのできないような高水準の分配金を払い出すことが可能になる。